# Manifest des Futurismus

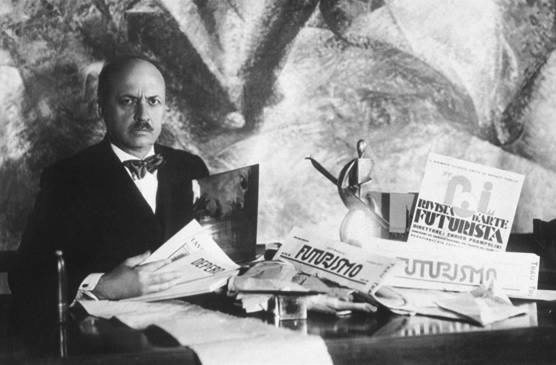
Filippo Tommaso Marinetti (1909)

Das Manifest des Futurismus (italienisch: Manifesto del Futurismo) war ein Manifest des italienischen Dichters Filippo Tommaso Marinetti. Es wurde 1909 veröffentlicht und hatte weitere futuristische Manifeste zur Folge. Marinetti vertrat eine künstlerische Philosophie namens Futurismus, die die Vergangenheit ablehnte und Geschwindigkeit, Industrie, Jugend, Gewalt und Krieg zelebrierte. Er setzte sich auch für die Modernisierung und kulturelle Verjüngung Italiens ein.

## Hintergrund
Filippo Tommaso Marinetti kreierte seine eigene politische und künstlerische Ideologie, die als Futurismus bekannt wurde. Eine Grenzerfahrung durch einen Autounfall soll Marinetti zur Verfassung des Manifests inspiriert haben. Marinetti schrieb das Manifest im Herbst 1908 und veröffentlichte es zunächst als Vorwort zu einem Band seiner Gedichte, der im Januar 1909 in Mailand erschien. Es wurde am 5. Februar 1909 in der italienischen Zeitung Gazzetta dell'Emilia in Bologna und am 20. Februar 1909 in der französischen Zeitung Le Figaro als Manifeste du futurisme auf Französisch veröffentlicht. Marinettis Zeitschrift Poesia widmete dem Manifest seine Ausgabe vom April 1909. Im April 1909 veröffentlichte die Madrider Zeitschrift Prometeo die spanische Übersetzung des Manifests, die von Ramón Gómez de la Serna übersetzt wurde. In Deutschland erschien das Manifest erstmals an einer Berliner Litfaßsäule und weitere Manifeste der Futuristen erschienen 1912/13 in der Zeitschrift Der Sturm.

## Inhalt

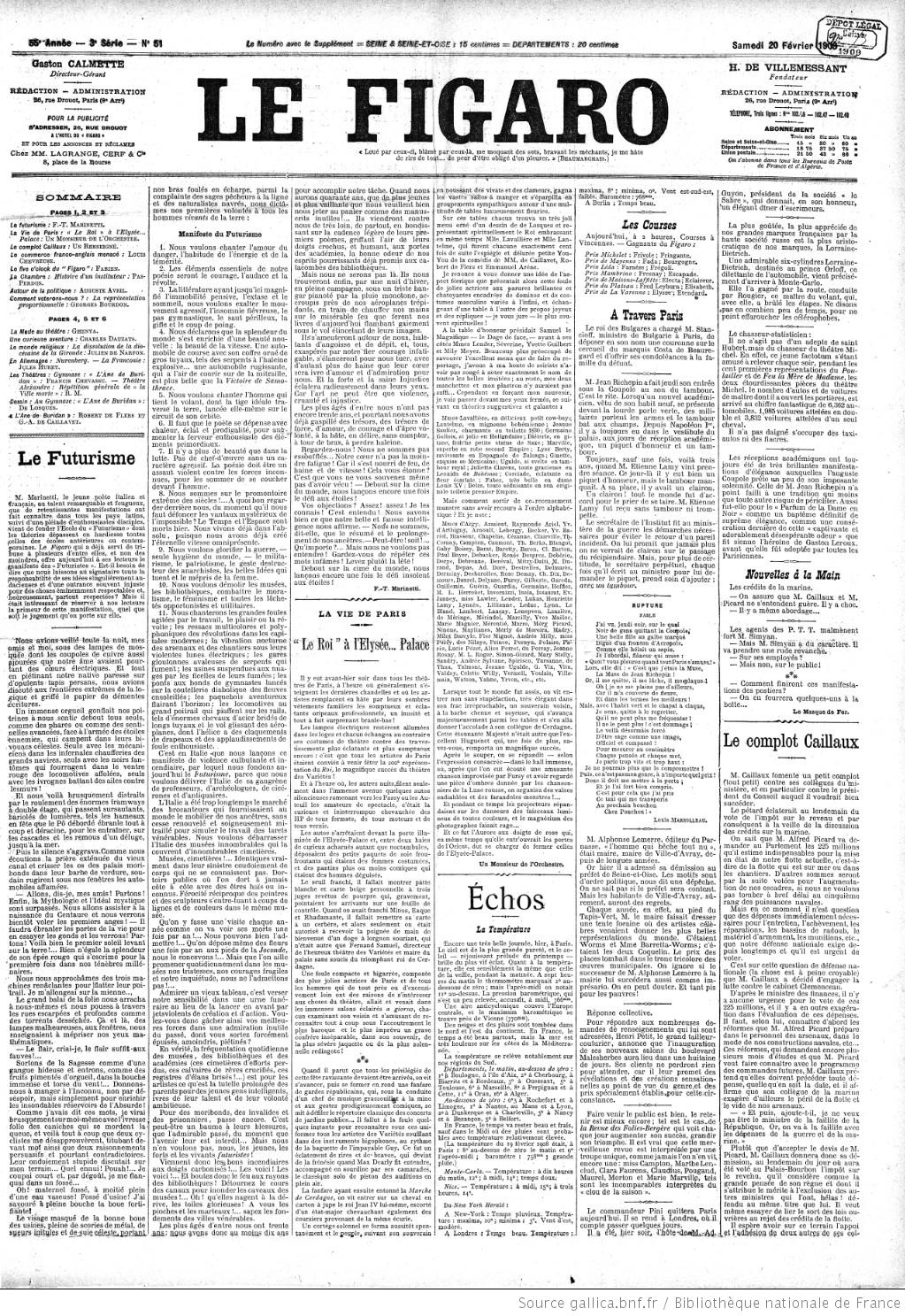
Futuristisches Manifest im Le Figaro

Das Futuristische Manifest begann mit folgenden elf Thesen:
1. Wir wollen die Liebe zur Gefahr besingen, die Vertrautheit mit Energie und Verwegenheit.
2. Mut, Kühnheit und Ausdehnung werden die Wesenselemente unserer Dichtung sein.
3. Bis heute hat die Literatur die gedankenschwere Unbeweglichkeit, die Ekstase und den Schlaf gepriesen. Wir wollen preisen die angriffslustige Bewegung, die fiebrige Schlaflosigkeit, den Laufschritt, den Salto mortale, die Ohrfeige und den Faustschlag.
4. Wir erklären, daß sich die Herrlichkeit der Welt um eine neue Schönheit bereichert hat: die Schönheit der Geschwindigkeit. Ein Rennwagen, dessen Karosserie große Rohre schmücken, die Schlangen mit explosiven Armen gleichen ... ein aufheulendes Auto, das auf Kartätschen zu laufen scheint, ist schöner als die Nike von Samothrake.
5. Wir wollen den Mann besingen, der das Steuer hält, dessen Idealachse die Erde durchquert, die selbst auf ihrer eigenen Bahn dahinjagt.
6. Der Dichter muss sich glühend, glanzvoll und freigebig verschwenden, um die leidenschaftliche Inbrunst der Urelemente zu vermehren.
7. Schönheit gibt es nur noch im Kampf. Ein Werk ohne aggressiven Charakter kann kein Meisterwerk sein. Die Dichtung muß aufgefasst werden als ein heftiger Angriff auf die unbekannten Kräfte, um sie zu zwingen, sich vor dem Menschen zu beugen.
8. Wir stehen auf dem äußersten Vorgebirge der Jahrhunderte! ... Warum sollten wir zurückblicken, wenn wir die geheimnisvollen Tore des Unmöglichen aufbrechen wollen? Zeit und Raum sind gestern gestorben. Wir leben bereits im Absoluten, denn wir haben schon die ewige, allgegenwärtige Geschwindigkeit erschaffen.
9. Wir wollen den Krieg verherrlichen – diese einzige Hygiene der Welt, den Militarismus, den Patriotismus, die Vernichtungstat der Anarchisten, die schönen Ideen, für die man stirbt, und die Verachtung des Weibes.
10. Wir wollen die Museen, die Bibliotheken und die Akademien jeder Art zerstören und gegen den Moralismus, den Feminismus und gegen jede Feigheit kämpfen, die auf Zweckmäßigkeit und Eigennutz beruht(...)
11. Wir werden die großen Menschenmengen besingen, welche die Arbeit, das Vergnügen oder der Aufruhr erregt; besingen werden wir die vielfarbige, vielstimmige Flut der Revolution in den modernen Hauptstädten; besingen werden wir die nächtliche, vibrierende Glut der Arsenale und Werften, die von grellen elektrischen Monden erleuchtet werden; die gefräßigen Bahnhöfe, die rauchende Schlangen verzehren; die Fabriken, die mit ihren sich hochwindenden Rauchfäden an den Wolken hängen; die Brücken, die wie gigantische Athleten Flüsse überspannen, die in der Sonne wie Messer aufblitzen; die abenteuersuchenden Dampfer, die den Horizont wittern; die breitbrüstigen Lokomotiven, die auf den Schienen wie riesige, mit Rohren gezäumte Stahlrosse einherstampfen und den gleitenden Flug der Flugzeuge, deren Propeller wie eine Fahne im Winde knattert und Beifall zu klatschen scheint wie eine begeisterte Menge.

Von Italien aus schleudern wir unser Manifest voll mitreißender und zündender Heftigkeit in die Welt, mit dem wir heute den Futurismus gründen, denn wir wollen dieses Land vor dem Krebsgeschwür der Professoren, Archäologen, Fremdenführer und Antiquare befreien(…)

## Einfluss
Der Spiegel bezeichnete das Manifest als eines der „einflussreichsten Pamphlete des 20. Jahrhunderts“. Sie begründete eine Bewegung von Künstlern wie Giacomo Balla und Ferruccio Vecchi, welche Jugend, Geschwindigkeit, Gewalt und Krieg verherrlichten. Obwohl es vor den Ereignissen des Ersten und Zweiten Weltkriegs geschrieben wurde, nahm es dessen Ereignisse vorweg. Marinetti war deshalb auch ein begeisterter Befürworter des Eintritts Italiens in den Ersten Weltkrieg. Der Futurismus beeinflusste den italienischen Faschismus maßgeblich und Benito Mussolini zitierte Marinetti häufig. Marinetti war ein früher Unterstützer von Mussolini und die 1918 von ihm gegründete Partito Politico Futurista (Futuristische Politische Partei) ging später in der faschistischen Bewegung auf. Er zerstritt sich aber später mit Mussolini, da er gegen seine Annäherung an das Bürgertum und für die Zerstörung aller alten Strukturen war. Mussolini nannte ihn deshalb einen „extravaganten Clown, der Politik spielt und den niemand, ich am wenigsten, ernst nimmt“. Nach einer Versöhnung wurde Marinetti 1924 Mussolinis Kulturminister und kämpfte für ihn im Abessinienkrieg und in der Schlacht von Stalingrad. Noch 1944, kurz vor seinem Tod, verkündete er; „Der Krieg ist schön, weil er neue Architekturen, wie die der großen Tanks, der geometrischen Fliegergeschwader, der Rauchspiralen aus brennenden Dörfern und vieles andere schafft.“

## Nachfolge-Manifeste
- Filippo Tommaso Marinetti: Tod dem Mondschein! Zweites Manifest des Futurismus, 1909.
- Valentine de Saint-Point: Manifest der futuristischen Frau, 25. März 1912.
- F. T. Marinetti: Die futuristische Literatur. Technisches Manifest, 11. Mai 1912.
- F. T. Marinetti: Supplement zum technischen Manifest der Futuristischen Literatur, 11. August 1912.
- Fedele Azari: Il teatro aereo futurista (Das futuristische Luftheater), 11. April 1919.
- Ivo Pannaggi, Vinicio Paladini: Manifest der futuristischen mechanischen Kunst, Herbst 1922.
- Fedele Azari: La flora futurista ed equivalenti plastici di odori artificiali (Die futuristische Blume und plastische Entsprechungen künstlicher Düfte), 1924.
- Fedele Azari: Per una Società di Protezione delle Macchine (Für eine Gesellschaft zum Schutze der Maschinen), 1927.
- Fortunato Depero: Manifest an die Industriellen, 1927.
- Fedele Azari: Vita futurista simultanea (Futuristisches Simultanleben), 1928.
- F.T. Marinetti: Il teatro futurista aeroradiotelevisivo (Das futuristische Luftradiofernsehtheater), April 1931.
- F.T. Marinetti: Manifest der futuristischen Sakralkunst, Juni 1931.
- Ruggero Vasari: Manifest der Luft- und Flugmalerei, Leipzig 1934.
- F.T. Marinetti, Arnaldo Ginna: Die Filmkunst, 1938 (unvollständig).